# مقاطعة جونسون (كنتاكي)
مقاطعة جونسون (بالإنجليزية: Johnson County)‏ هي إحدى المقاطعات في ولاية كنتاكي في الولايات المتحدة الأمريكية.